# Михальче
Миха́льче — село в Україні, у Городенківській міській громаді Коломийського району Івано-Франківської області.
Відповідно до Розпорядження Кабінету Міністрів України від 12 червня 2020 року № 714-р «Про визначення адміністративних центрів та затвердження територій територіальних громад Івано-Франківської області» увійшло до складу Городенківської міської громади.

## Історія села

### Княжа доба
Княжа доба по собі залишила рештки укріпленого городища. Повість врем'яних літ подає, що 993 року київський князь Володимир Святославич пішов походом на білих хорватів, які населяли землі пізнішої Галичини. Саме тоді сучасна Городенківщина увійшла до Київської держави.

### Феодалізм

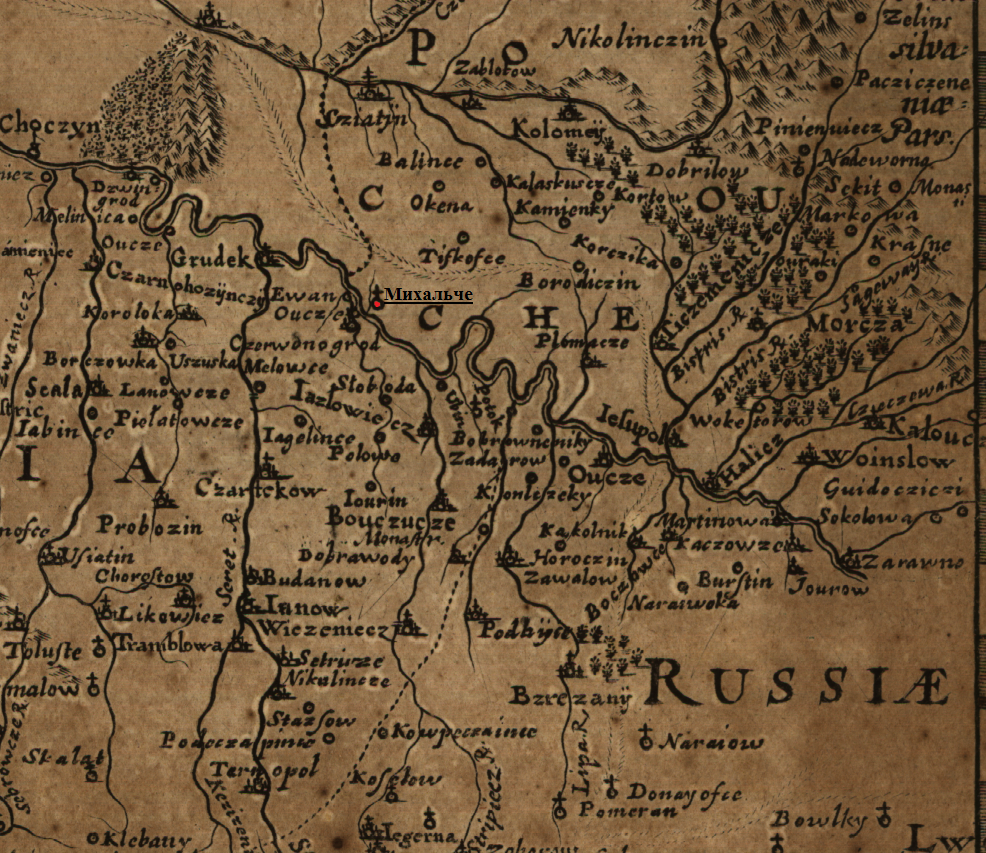
Михальче на карті Боплана. 1650 р.

З 1349 р. все Галицьке князівство потрапило під владу Польщі. Насаджувалась польська культура і релігійна експансія. На Городенківщині дані процеси не прогресували так швидко і не набули такого розмаху, як на західних землях Галичини. Однак і в Михальчі був збудований костел, якому польськими урядниками надавались маєтності.
У XV—XVII ст. більшого значення в краю набуває Михальче, розташоване на правому березі річки Дністер.
Перша письмова згадка про село була за описом Ґійома Левассера де Боплана в 1639 р. Вигідне розташування на березі р. Дністер сприяло його розростанню та перетворенню в містечко. За свідченнями істориків та переказів служило «Східними Воротами Галичини». В 1439 р. тут вперше на Городенківщині було засновано римо-католицьку парафію та побудовано костел. Фундаторами його зведення були власник села, майбутній воєвода подільський Міхал «Мужило» Бучацький та його дружина Катажина.
Згадується 6 січня 1448 року в книгах галицького суду.
Містечко, як і парафія, було сильно знищене внаслідок найбільш спустошливого набігу татар 1621 року.

#### Потоцькі
Власники (зокрема, староста генеральний Поділля Стефан Потоцький) містечка з 1620—1630 років

#### Скарбеки
Свій статус містечка Михальче втратило одним із останніх, теперішніх сіл району — 1781 р.
1783 року: греко-католиків — 765, римо-католиків — 535, жидів — 150; діяло церковне братство без Статуту із загальним членством 503 чоловіка.
У 1860-х рр. громада Михальче мала власну печатку з зображенням перехрещених цепа, коси та граблів (кілька примірників цієї печатки збереглися в колекції документів відомого львівського краєзнавця Антонія Шнайдера).

«Перлина Придністров'я» Житловий корпус

### Новітня історія
У 1920—1922 роках, коли збанкрутував михайлецький пан, з'явилась біля села колонія поляків-мазурів. Вони заселили поля «За гостинцем», «На горбі», «Крилова». Поля мали порівняно з селянами багато, наймитів не було. 15 лютого 1940 року були виселені в Сибір. Більшість загинула по дорозі туди.
1 квітня 1932 року значна частина території села Семаківці передана селу Михальче.
17 вересня 1934 року зареєстровано статут та громаду «Уженджичи дом випочикови» — будинок відпочинку «Пролісок» (В даний час—дитячий оздоровчий заклад «Перлина Придністров'я»).
У 1939 році в Михальчі проживало 1610 мешканців (880 українців, 15 поляків, 320 польських колоністів, 365 латинників, 30 євреїв), причому ці 320 польських колоністів поселені після війни і проживали в колонії Помірки.

## Населення

### Мова
Розподіл населення за рідною мовою за даними перепису 2001 року:
| Мова       | Кількість | Відсоток |
| ---------- | --------- | -------- |
| українська | 841       | 100%     |

## Пам'ятки
- Церква Перенесення Мощей св. о. Миколая, виставлена і благоосвячена 1783 р., мурована
- Костел

## Відомі люди
- Пронь Ігор Іванович
- Пронь Леся Михайлівна

## Галерея

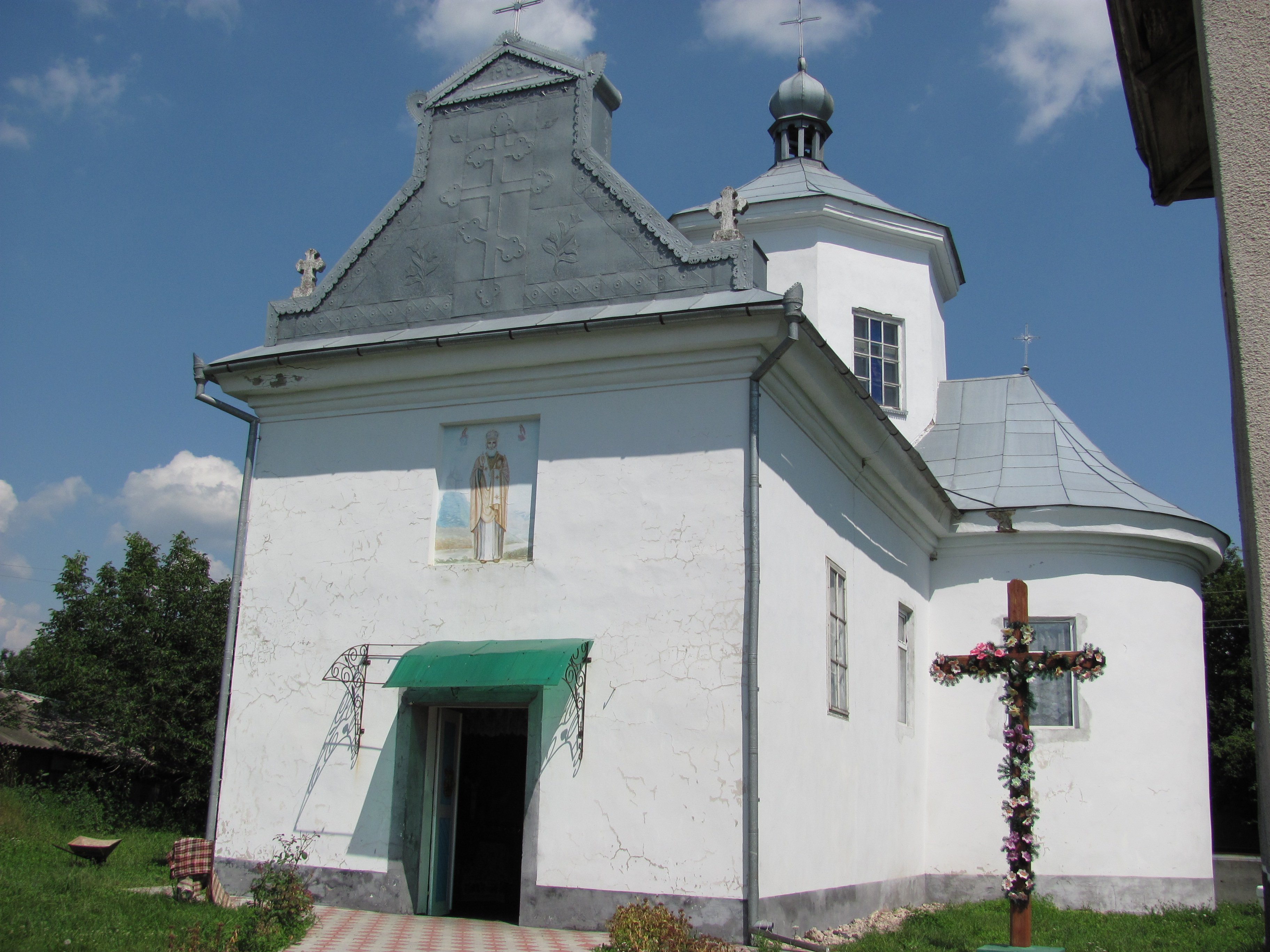
Церква Перенесення мощей Св. Миколая
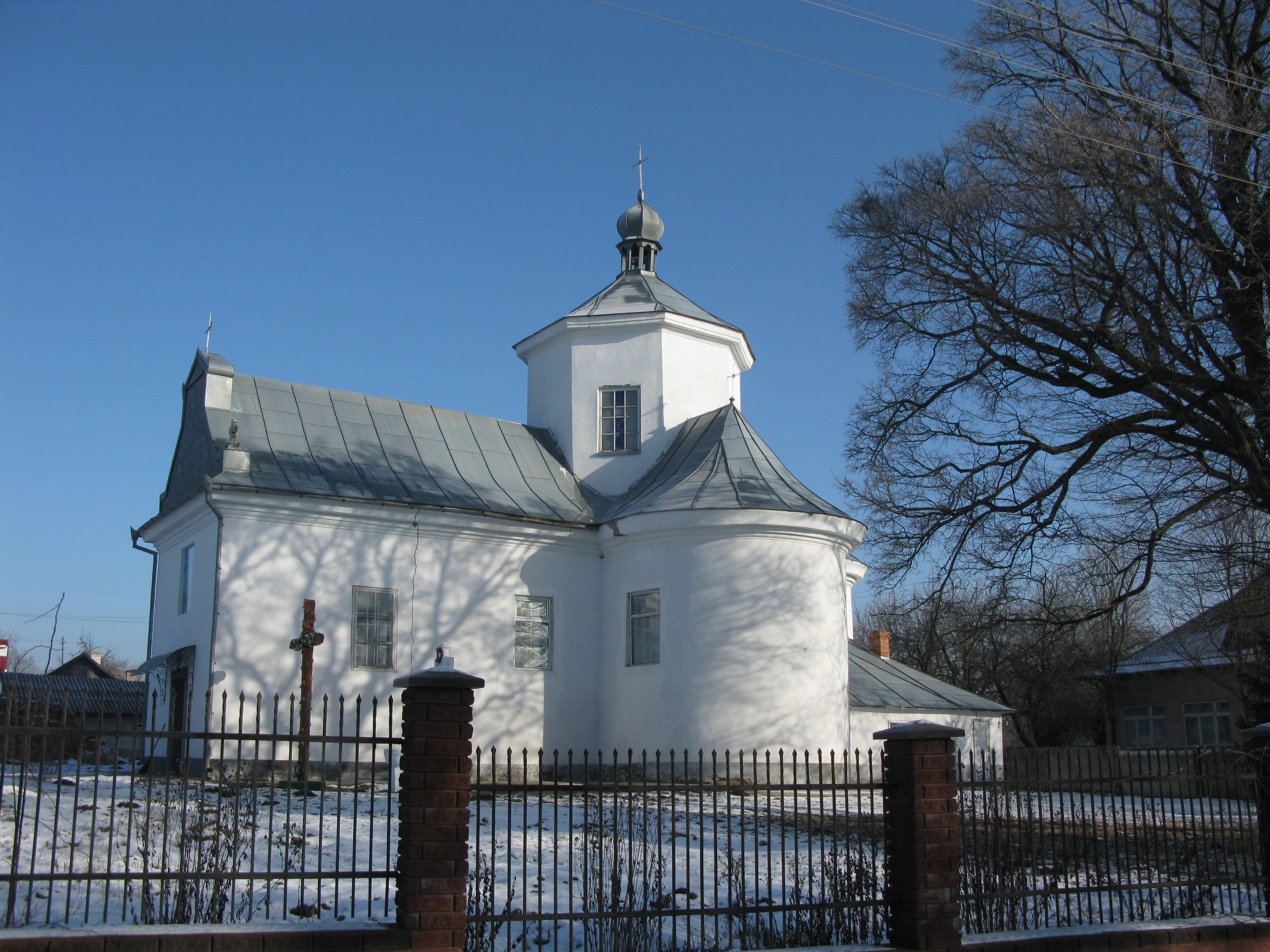
Церква в Михальчому
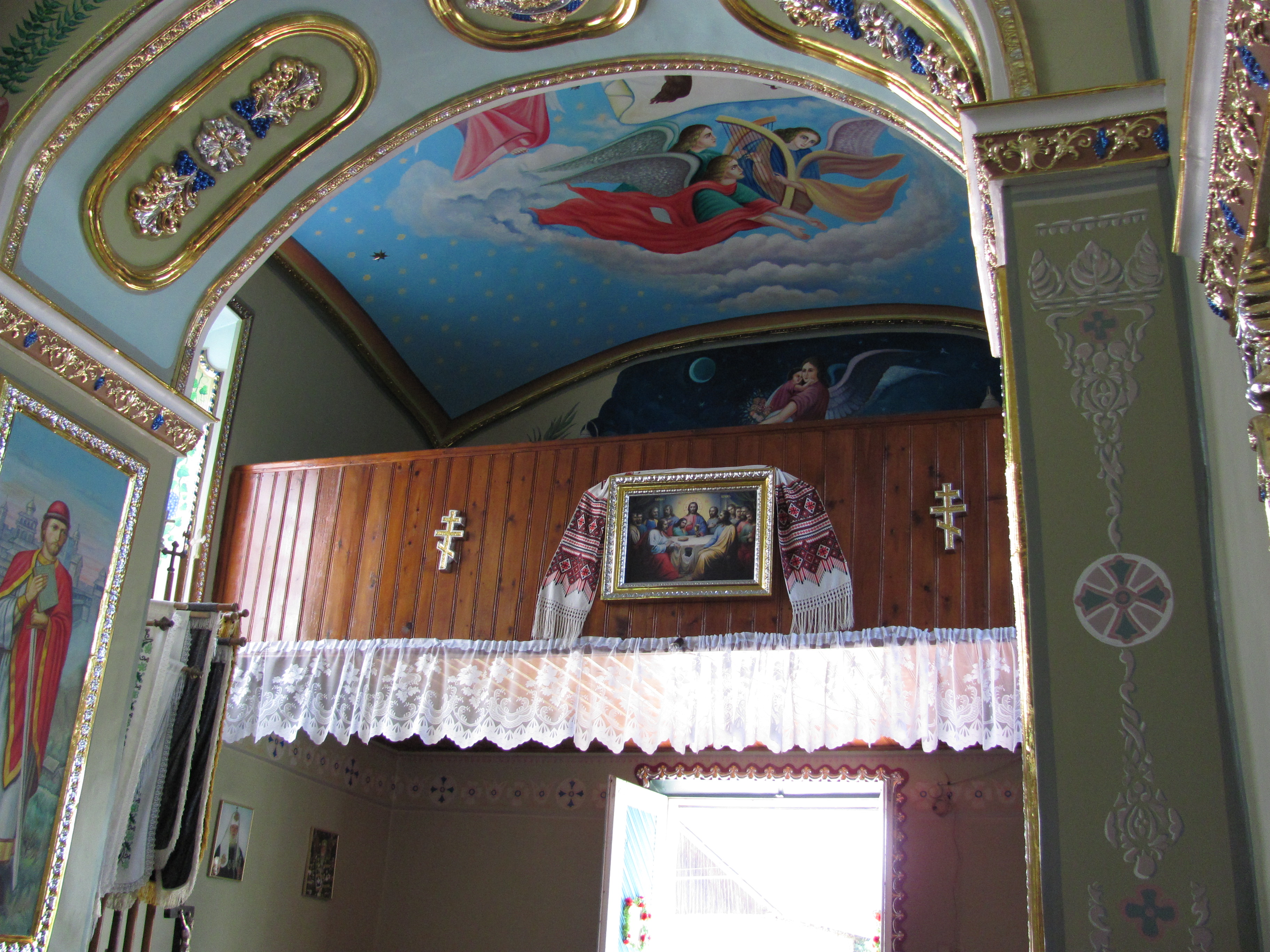
Інтер'єр церкви перенесення мощей Св. Миколая
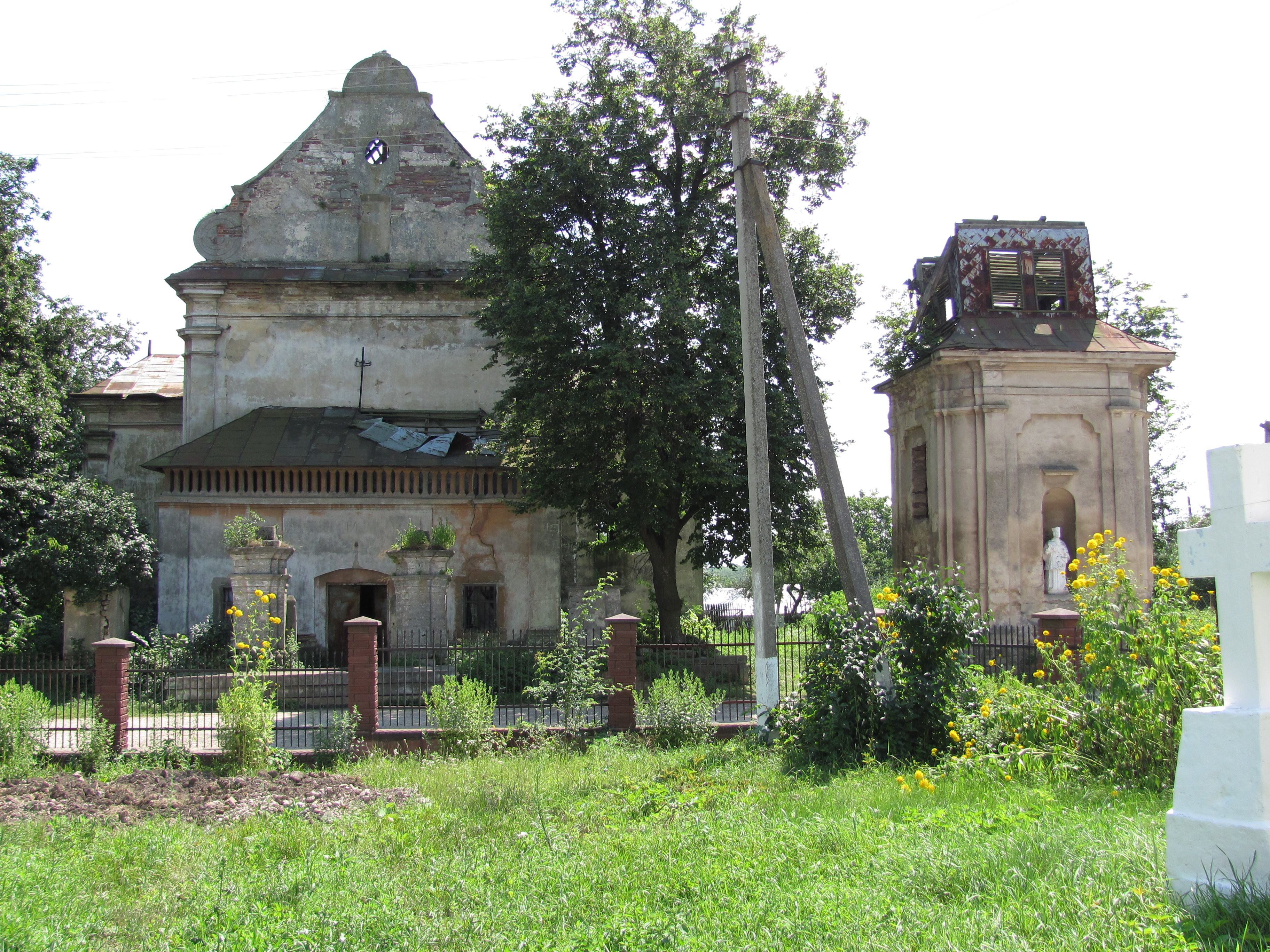
Костел Св. Архангела Михаїла

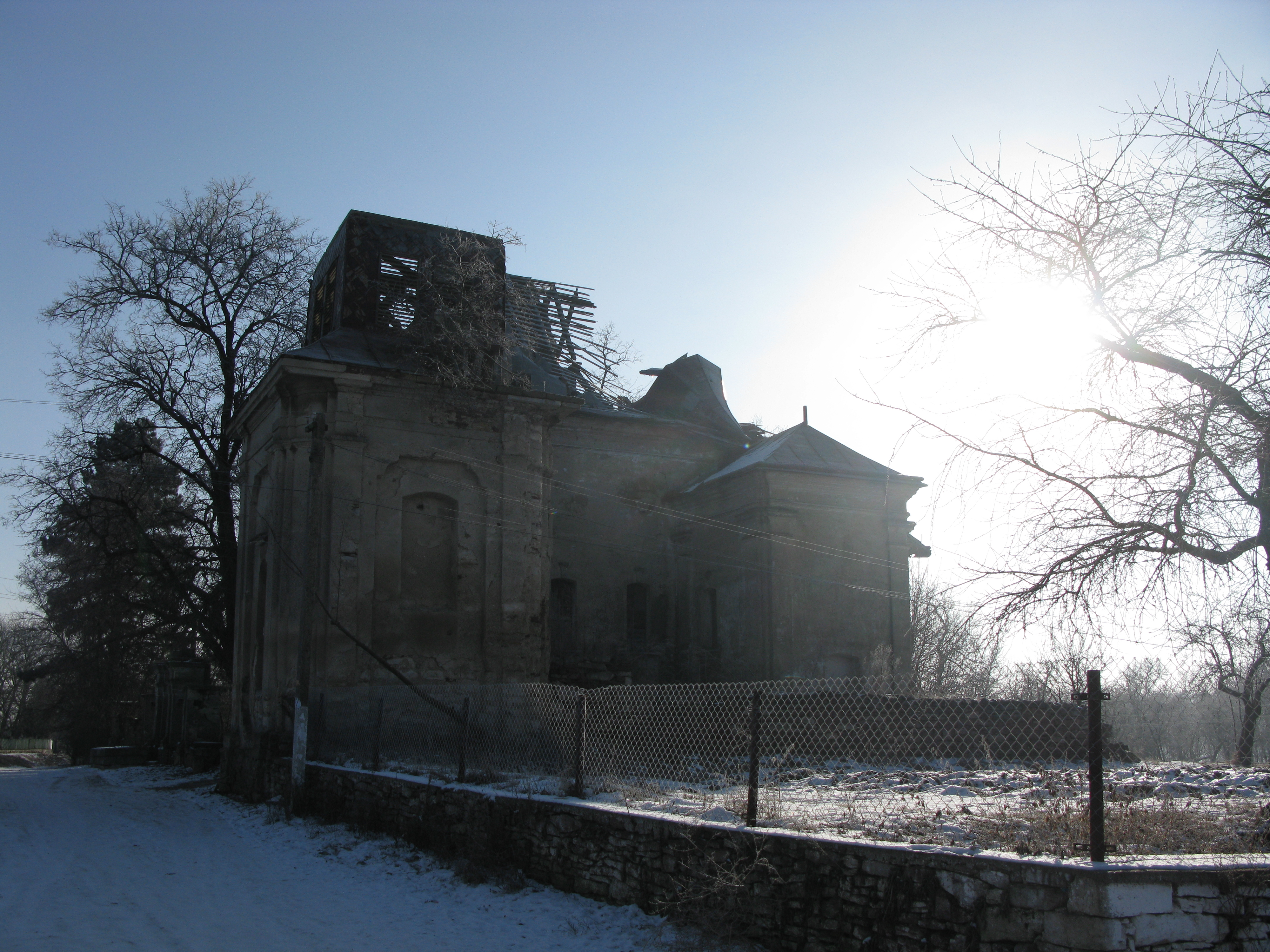
Руїни костелу
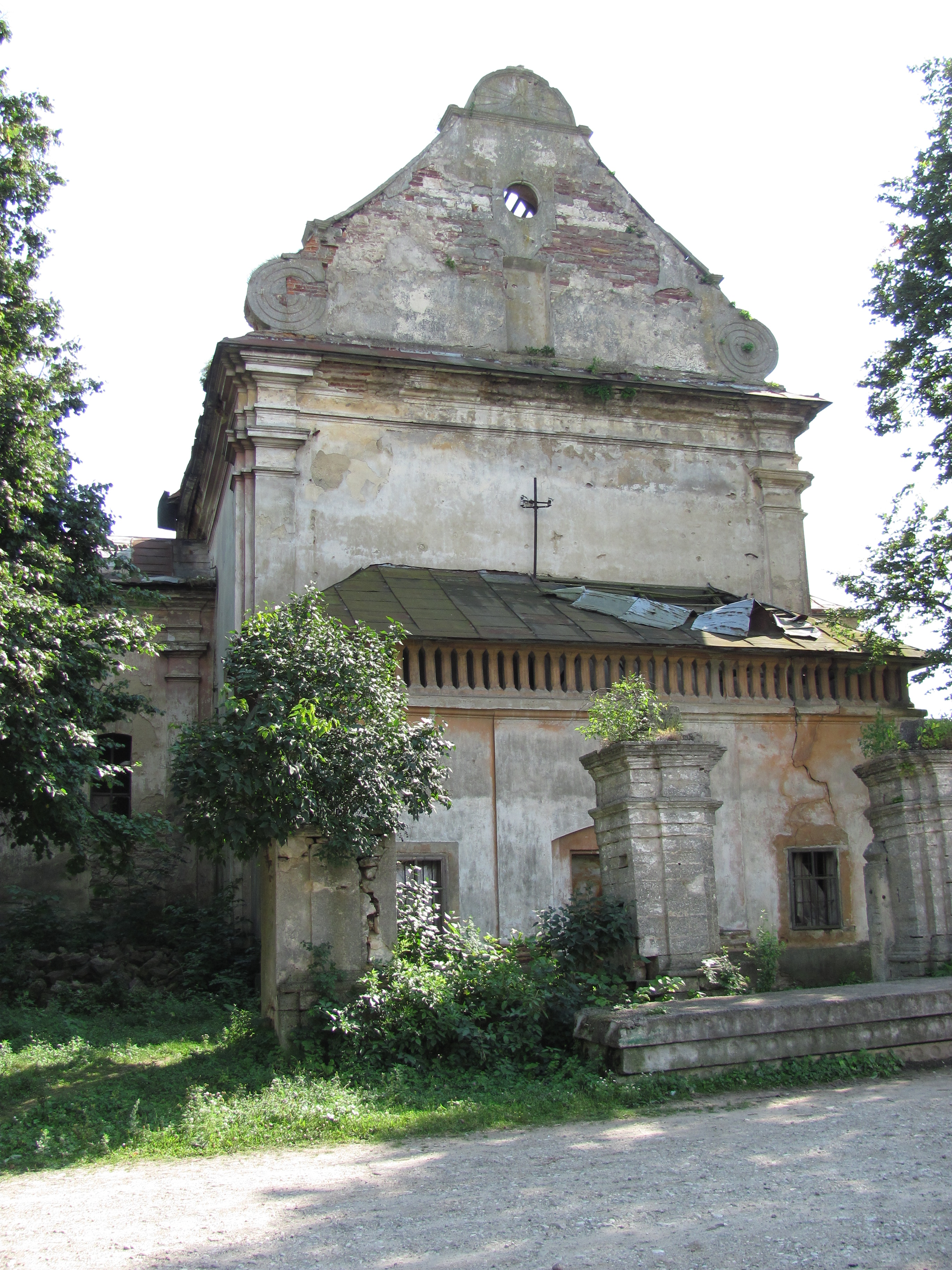
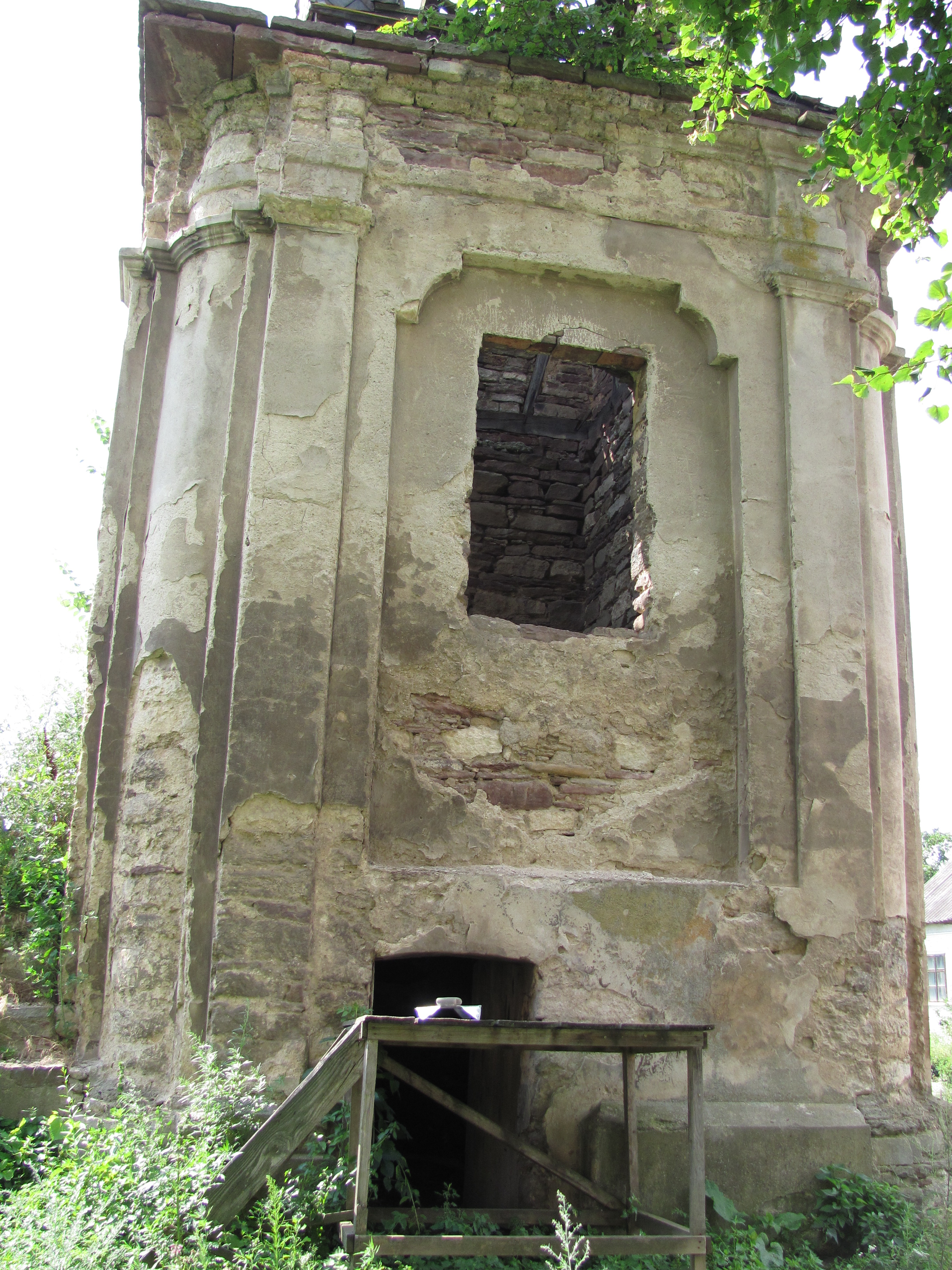
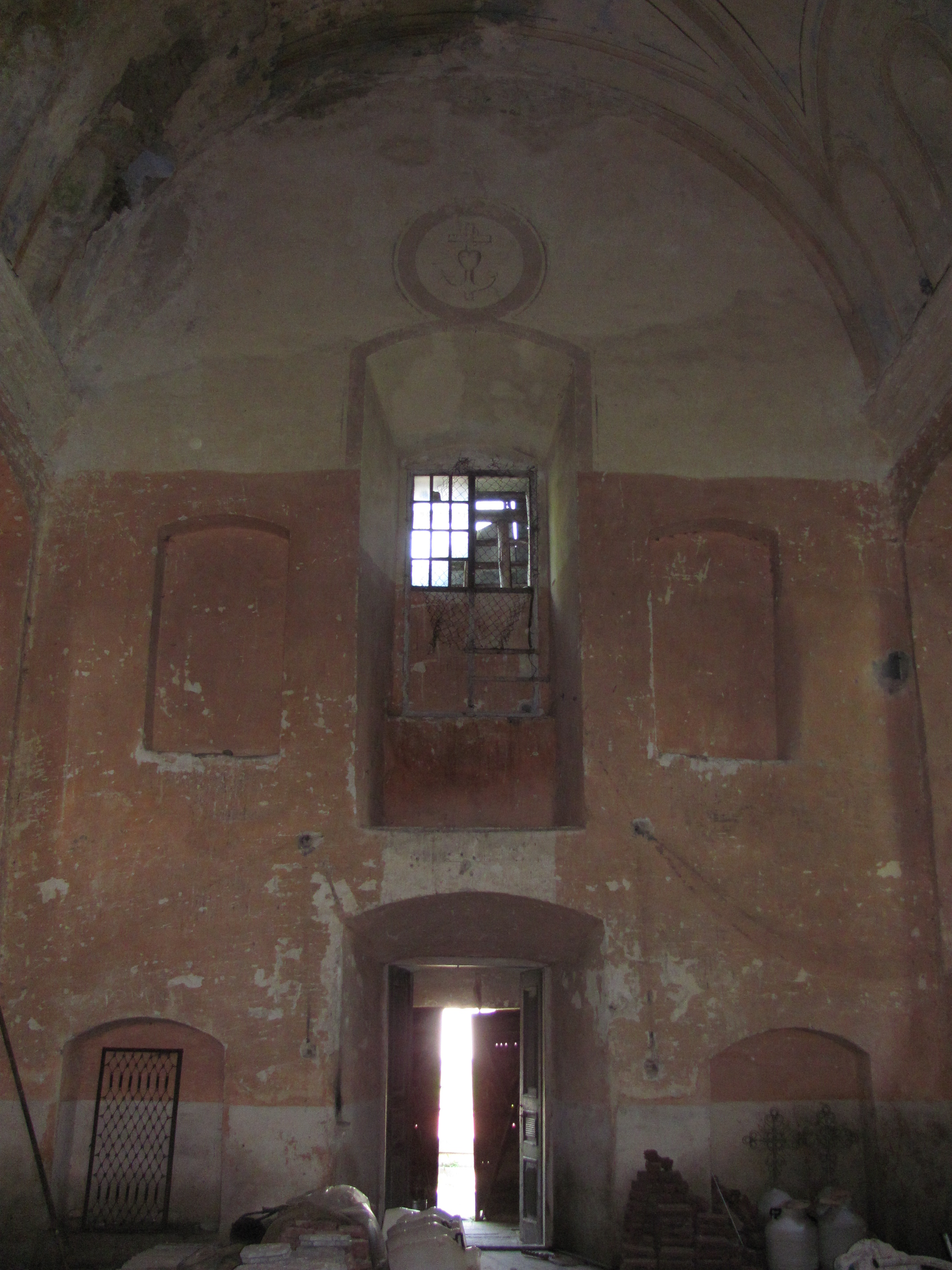
Костел Св. Архангела Михаїла зсередини
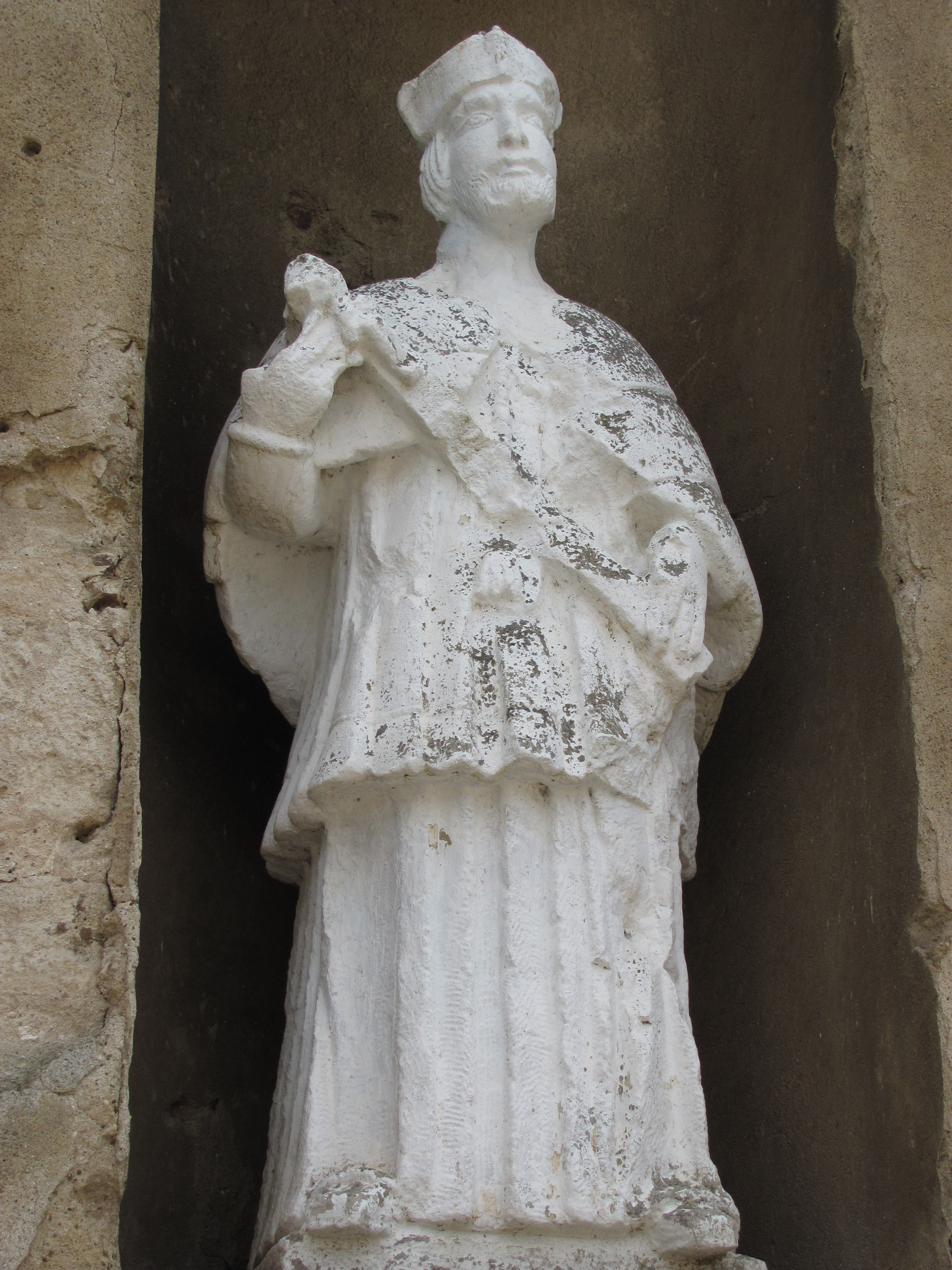